# Gmina Zakrzówek

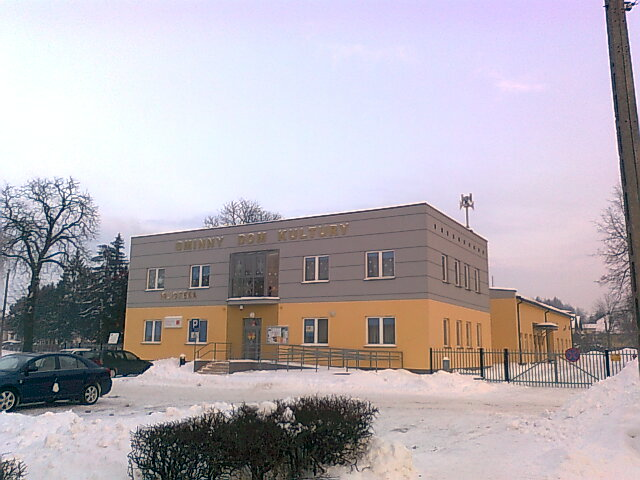
Das Haus der Kultur in Zakrzówek

Die Gmina Zakrzówek ist eine Landgemeinde im Powiat Kraśnicki der Woiwodschaft Lublin in Polen. Ihr Sitz ist das gleichnamige Dorf.

## Gliederung
Zur Landgemeinde Zakrzówek gehören folgende 16 Ortschaften mit einem Schulzenamt:
Bystrzyca
Góry
Józefin
Lipno
Majdan-Grabina
Majorat
Rudki
Rudnik Pierwszy
Rudnik Drugi
Studzianki
Studzianki-Kolonia
Sulów
Świerczyna
Zakrzówek
Zakrzówek Nowy
Zakrzówek-Wieś

## Gemeindepartnerschaft
- Malle, Belgien